# Arnold Kreklow
Arnold Linus Kreklow (* 8. April 1879 in Landsberg an der Warthe; † 1966 oder später) war im nationalsozialistischen Deutschen Reich SS-Obersturmbannführer und Oberregierungsrat, Leiter des Referates I C der Gestapo, des Referates II C 2 (Versorgung und sächliche Kosten) und Chef der Amtsgruppe II A (Haushalt, Besoldung und Rechnungswesen) des Reichssicherheitshauptamtes (RSHA).

## Herkunft und Ausbildung
Kreklow wurde als Sohn eines Tuchmachers und späteren Polizeiwachtmeisters geboren. Nach dem Besuch der Volksschule und einem Privatstudium sollte er die Laufbahn eines Postbeamten einschlagen. Er entschied sich jedoch 1894 für den Dienst in der Preußischen Armee und besuchte eine Unteroffiziersvorschule. Zwei Jahre später absolvierte er die Unteroffiziersschule und trat 1898 in das 4. Garde-Regiment zu Fuß in Berlin ein. Am 1. Juli 1900 wurde Kreklow für die Ausbildung zum Militärverwaltungsbeamten zugelassen und legte mit der Note „gut“ im Oktober 1904 die Prüfung zum Zahlmeister ab. Er wurde bei verschiedenen Dienststellen, wie Proviantamt, Garnisonsverwaltung und Fußartillerieschießschule, in Jüterbog eingesetzt und ab 1910 als Unterzahlmeister zum Kaiser-Franz-Regiment Berlin versetzt. Hier besuchte Kreklow die Kriegsschule Potsdam und heiratete die Tochter eines Charlottenburger Kaufmanns.

## Im Ersten Weltkrieg
Als Feldzahlmeister nahm er ab August 1914 am Ersten Weltkrieg teil, musste aber 1916 wegen einer schweren Herzkrankheit in die Abrechnungsstelle für Kriegsgefangenenarbeiten nach Berlin zurückversetzt werden.

## Im Polizeipräsidium Berlin und bei der Gestapo
Mit der Demobilisierung der Reichswehr wurde Kreklow am 1. April 1923 entlassen und vom Polizeipräsidium Berlin als Polizeioberinspektor übernommen. Von 1924 bis Juni 1933 war er dort als Rechnungsrevisor im Rechnungsamt tätig.
In den Jahren 1927/28 gehörte er der Zentrumspartei an, trat jedoch schon Ende Februar 1933 der SA bei und fungierte als Geldverwalter eines SA-Sturms. Zum 1. Februar 1933 trat er auch in die NSDAP ein (Mitgliedsnummer 1.478.782).
Im Rahmen von personellen Säuberungen und Neubesetzungen in der Polizeiverwaltung in den Jahren 1933/34 berief der Chef des Preußischen Geheimen Staatspolizeiamtes (Gestapa), Rudolf Diels, Kreklow im Juli 1933 ins Gestapa und im Januar 1934 zum Dezernenten I C für Geschäftsbedürfnisse, Wirtschaftsangelegenheiten und Verwaltung der Mittel für den geheimen Nachrichtendienst. Im April desselben Jahres wurde Kreklow zum Polizeirat befördert, 1937 in den höheren Dienst übernommen und zum Regierungsrat ernannt. Gleichzeitig erhielt er den Angleichungsdienstgrad eines SS-Untersturmführers (SS-Nummer 267.323). 1934 bis 1940 war er in Personalunion Referent für Wirtschaftsangelegenheiten und Gruppenleiter I C (Wirtschaftsstelle) des Gestapa. Im Reichsministerium des Innern wurde Kreklow weiterhin als Wirtschaftsverwaltungsbeamter der Sicherheitspolizei von 1933 bis 1945 geführt.

## Im Reichssicherheitshauptamt

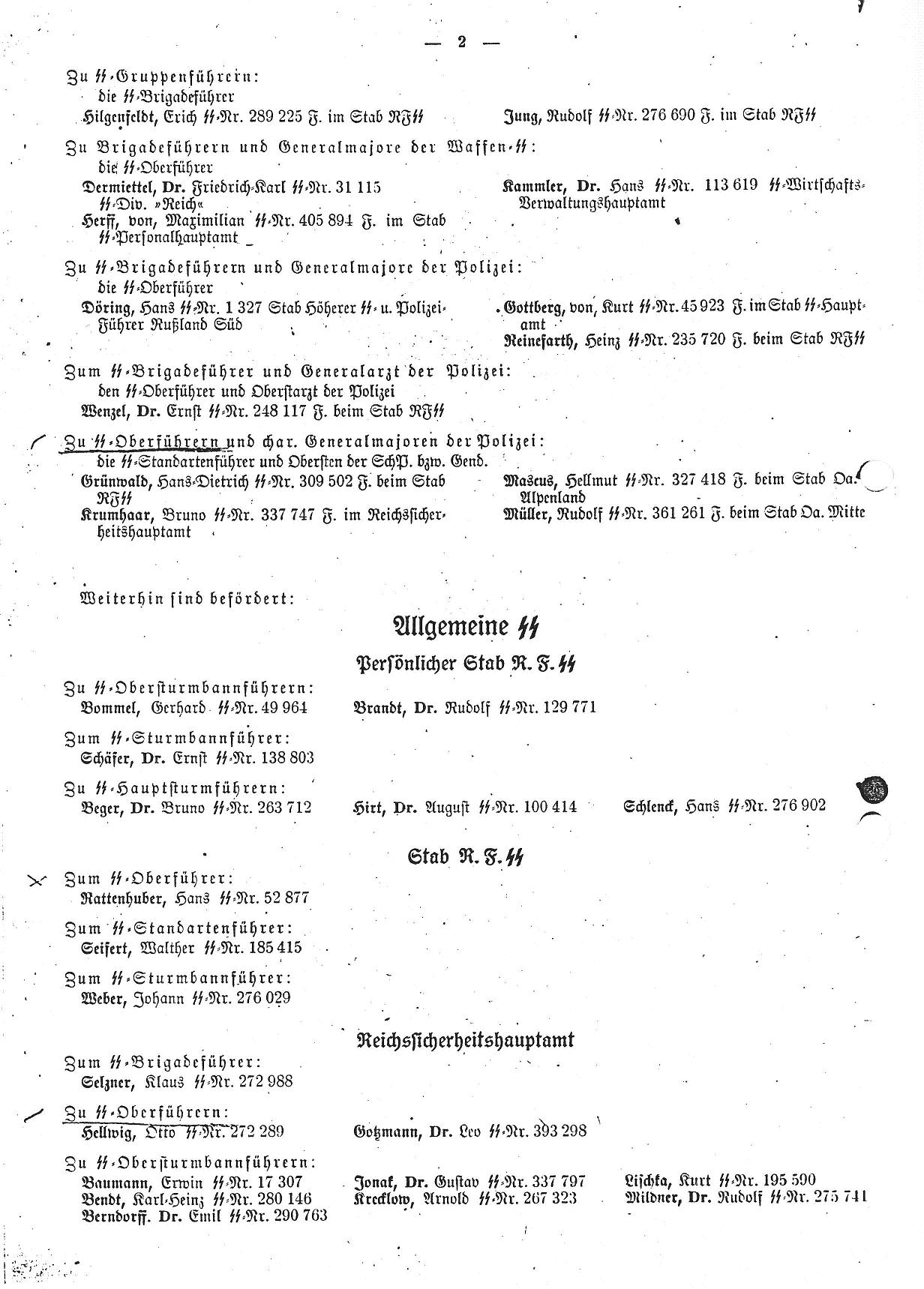
Beförderung zum SS-Obersturmbannführer an Hitlers Geburtstag 1942 im SS-Verordnungsblatt (Krecklow)

Im Geschäftsverteilungsplan vom März 1941 des im September 1939 gegründeten Reichssicherheitshauptamtes wurde er als Leiter des Referates II C 2 (Versorgung und sächliche Kosten) genannt. In dieser Position nahm er am 2. April 1940 an einer von Werner Best geleiteten Besprechung über die Einrichtung von Dienststellen des RSHA in den besetzten Gebieten (Frankreich, Holland, Belgien) teil. Im Oktober 1941 erfolgte seine Beförderung zum Oberregierungsrat bzw. SS-Obersturmbannführer. Zum Zeitpunkt der Gründung des RSHA bereits 60 Jahre alt, konnte Kreklow nicht mehr in dessen Führungsspitze aufsteigen, sondern verblieb auf seinem Verwaltungsposten. So wurde er ab dem 1. Oktober 1943 zwar zum Amtsgruppenleiter ernannt, aber nur für die mit dem Haushalt und dem Rechnungswesen befasste Amtsgruppe II A, die er bis April 1945 leitete.

## Nach dem Krieg
Nach Verlegung seiner Amtsgruppe nach Viechtach im Bayerischen Wald, floh er Ende April 1945 nach Salzburg. Hier wurde er am 11. Oktober 1945 auf Anordnung der amerikanischen Militärregierung verhaftet. Im Nürnberger Prozess gegen die Hauptkriegsverbrecher sagte er als Zeuge aus und lebte ab dem 21. April 1947 weiter in Nürnberg.
Ein Strafverfahren wurde am 23. November 1966 mit der Begründung eingestellt, dass „die Amtsgruppe II A ab dem 1. Oktober 1943 für ‚Haushalts- und Rechnungswesen’ und nicht mehr wie vorher für ‚Organisation und Recht’ zuständig war.“